# Списак градова у Судану
Ово је списак градова у Судан:
- Вади Халфа
- Вау
- Ел Фашир
- Al Qadarif
- Ел Обеид (Al Ubayyid)
- Атбара
- Babanusa
- Bentiu
- Bor
- Delgo
- Dongola
- Ед Дамазин (Ed Damazin)
- Ed Dueim
- Geneina
- Hala'ib
- Kasala
- Картум (Khartoum)
- Khartoum North
- Kotsi
- Kusti
- Malakal
- Malualkon
- Нимуле
- Nyala
- Omdurman
- Порт Судан (Port Sudan)
- Sennar
- Suakin
- Тонџ
- Џуба